# حادثة قطار برشلونة 2017
في 28 يوليو 2017 وتحديدا حوالي الساعة 19:52 بتوقيت جرينتش (05:15 بالتوقيت العالمي) تحطم قطار ركاب بسبب خروجه عن مساره في محطة برشلونة فرانكا في برشلونة، إسبانيا ولقد اصيب 56 شخصا بجراح طفيفه، كان خمسة منهم في اصابتهم خطيرة.